# Chalcimerus borceai
Chalcimerus borceai is een vliesvleugelig insect uit de familie Torymidae. De wetenschappelijke naam is voor het eerst geldig gepubliceerd in 1962 door Steffan & Andriescu.